# Heiner Illing

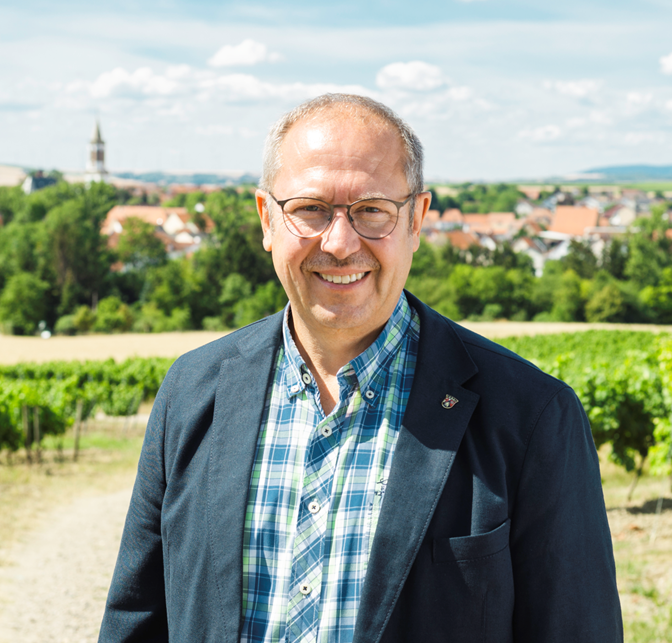
Landtagsabgeordneter Heiner Illing

Heiner Illing (* 27. Mai 1962 in Gau-Odernheim) ist ein deutscher Politiker (SPD) und seit dem 1. Januar 2020 Landtagsabgeordneter des Landes Rheinland-Pfalz.

## Leben
Illing hat in den Jahren von 1978 bis 1981 eine Ausbildung zum Werkzeugmacher absolviert. Auf dem zweiten Bildungsweg erwarb er nebenberuflich Abschlüsse als Maschinenbautechniker sowie als Betriebswirt. Beruflich leitete er zuletzt den Technischen Kundendienst eines mittelständischen Herstellers von Kunststoffverschlüssen.
Illing ist verheiratet und hat drei Kinder.

## Politik
Illing ist seit 1996 SPD-Mitglied. Seit 1998 gehört er dem Vorstand des SPD-Ortsvereins Gau-Odernheim an – seit 2012 als Vorsitzender. Zudem ist er seit dem Jahr 2000 Vorstandsmitglied im SPD-Verband Alzey-Land und seit 2019 im SPD-Regionalverband Rheinhessen.
Von 1999 bis 2009 war Heiner Illing Gemeinderatsmitglied in Gau-Odernheim, danach Erster Beigeordneter. Am 11. Oktober 2013 wurde er Bürgermeister der Ortsgemeinde, nachdem er sich am 22. September 2013 bei der Direktwahl durchsetzen konnte. Nach 2014 und 2019 wurde er zuletzt bei der Kommunalwahl am 9. Juni 2024 mit einem Stimmenanteil von 71,1 % für weitere fünf Jahre in diesem Amt bestätigt.
Illig gehört seit dem Jahr 2014 dem Verbandsgemeinderat Alzey-Land an, 2019 wurde er Vorsitzender der SPD-Fraktion.
Heiner Illing wurde am 1. Januar 2020 Abgeordneter des Landtages Rheinland-Pfalz. Er rückte für Heiko Sippel in den Landtag nach, der am selben Tag sein Amt als Landrat des Landkreises Alzey-Worms angetreten hatte. Bei der Landtagswahl 2021 erhielt er ein Direktmandat.